# 江东桥 (中国)
24°31′02″N 117°47′07″E / 24.5173°N 117.7852°E
江東橋，又名虎渡橋或通濟橋，位於中國福建省漳州市龍文區境内，九龍江北溪下游324國道上。2001年被列為第五批全國重點文物保護單位。
江東橋始建於南宋紹熙元年（1190年），最初為浮橋。南宋嘉定三年（1210年），漳州郡守莊夏下令在此垒石築墩，建造木橋，當時命名為“通濟橋”。南宋嘉熙元年（1237年），木橋遭大火焚毁，時任漳州郡守李韶倡决定改建為石橋，並捐私錢50万。傳說正要建橋時，有一猛虎銜子，跳躍渡江，人皆奇之，後才發現猛虎所履之處，皆為江上石礁，故官民皆稱之為“虎渡橋”。
江東橋不僅是交通重要樞紐，更是軍事戰略要沖。1652年，鄭成功在此地擊敗清軍，史稱「江東橋戰役」。抗日戰爭時，江東橋遭到日军轟炸，只留下橋西的五墩石孔。1949年9月19日，解放軍先遣部隊趕修簡單木板橋，大部隊得以順利過江，繼續前進。1953年7月16日，解放軍又趕修鋼架木板橋面，終於讓增援部隊及時趕赴東山島，打退了國軍的反攻，勝利結束了東山島戰役。
1969年，江東橋改建為鋼筋混凝土橋面。江東橋尚存的五座原橋墩，長10.8米，寬5.3米，墩間距離22米。保存完整的两段原橋面，每段為長23米，寬、厚各1.4米的長方形巨石。至於當時是怎样將如此龐然大物鋪上去的，至今仍是個謎。
2007年九龍江北溪發生洪災，6月2日，大橋西岸護坡被大水淘空，第一个橋孔被沖斷，6條比較小的舊橋板被洪水沖入江中，橋身斷了十多米。6月9日，固定在斷橋板下的四根工字鋼被洪水沖走，懸空的橋板出現20多厘米的裂痕。 
江東橋是世界上最大的石樑橋，《讀史方輿紀要》稱：“江南石橋，虎渡第一”。 英國的李約瑟博士考察後在《中國科學技術史》評價說：“在中國的其他地方和國外的任何地方都找不到可同它相比的。”

## 相关图片
- 江東橋全貌
- 混凝土橋面
- 原橋墩僅存五座，圖中可見四座，其中兩孔還有原來的石樑